# 小行星列表/71101-71200
| 名稱        | 臨時編號   | 發現日期       | 發現地點   | 發現者                         |
| ----------- | ---------- | -------------- | ---------- | ------------------------------ |
| 小行星71101 | 1999 XY140 | 1999年12月2日  | 基特峰     | 太空监视                       |
| 小行星71102 | 1999 XH144 | 1999年12月15日 | 喷泉山     | C. W. Juels                    |
| 小行星71103 | 1999 XN144 | 1999年12月11日 | 清水町     | 浦田武                         |
| 小行星71104 | 1999 XA145 | 1999年12月7日  | 基特峰     | 太空监视                       |
| 小行星71105 | 1999 XP151 | 1999年12月7日  | 基特峰     | 太空监视                       |
| 小行星71106 | 1999 XS151 | 1999年12月7日  | 基特峰     | 太空监视                       |
| 小行星71107 | 1999 XT151 | 1999年12月7日  | 基特峰     | 太空监视                       |
| 小行星71108 | 1999 XL153 | 1999年12月7日  | 索科罗     | 林肯近地小行星研究小组         |
| 小行星71109 | 1999 XN153 | 1999年12月7日  | 索科罗     | 林肯近地小行星研究小组         |
| 小行星71110 | 1999 XZ154 | 1999年12月8日  | 索科罗     | 林肯近地小行星研究小组         |
| 小行星71111 | 1999 XO155 | 1999年12月8日  | 索科罗     | 林肯近地小行星研究小组         |
| 小行星71112 | 1999 XP155 | 1999年12月8日  | 索科罗     | 林肯近地小行星研究小组         |
| 小行星71113 | 1999 XV155 | 1999年12月8日  | 索科罗     | 林肯近地小行星研究小组         |
| 小行星71114 | 1999 XY155 | 1999年12月8日  | 索科罗     | 林肯近地小行星研究小组         |
| 小行星71115 | 1999 XW156 | 1999年12月8日  | 索科罗     | 林肯近地小行星研究小组         |
| 小行星71116 | 1999 XO157 | 1999年12月8日  | 索科罗     | 林肯近地小行星研究小组         |
| 小行星71117 | 1999 XW157 | 1999年12月8日  | 索科罗     | 林肯近地小行星研究小组         |
| 小行星71118 | 1999 XH159 | 1999年12月8日  | 索科罗     | 林肯近地小行星研究小组         |
| 小行星71119 | 1999 XJ161 | 1999年12月12日 | 索科罗     | 林肯近地小行星研究小组         |
| 小行星71120 | 1999 XJ162 | 1999年12月13日 | 索科罗     | 林肯近地小行星研究小组         |
| 小行星71121 | 1999 XY163 | 1999年12月8日  | 索科罗     | 林肯近地小行星研究小组         |
| 小行星71122 | 1999 XC165 | 1999年12月8日  | 索科罗     | 林肯近地小行星研究小组         |
| 小行星71123 | 1999 XM168 | 1999年12月10日 | 索科罗     | 林肯近地小行星研究小组         |
| 小行星71124 | 1999 XR173 | 1999年12月10日 | 索科罗     | 林肯近地小行星研究小组         |
| 小行星71125 | 1999 XY173 | 1999年12月10日 | 索科罗     | 林肯近地小行星研究小组         |
| 小行星71126 | 1999 XU174 | 1999年12月10日 | 索科罗     | 林肯近地小行星研究小组         |
| 小行星71127 | 1999 XX175 | 1999年12月10日 | 索科罗     | 林肯近地小行星研究小组         |
| 小行星71128 | 1999 XO176 | 1999年12月10日 | 索科罗     | 林肯近地小行星研究小组         |
| 小行星71129 | 1999 XQ176 | 1999年12月10日 | 索科罗     | 林肯近地小行星研究小组         |
| 小行星71130 | 1999 XX176 | 1999年12月10日 | 索科罗     | 林肯近地小行星研究小组         |
| 小行星71131 | 1999 XY176 | 1999年12月10日 | 索科罗     | 林肯近地小行星研究小组         |
| 小行星71132 | 1999 XB177 | 1999年12月10日 | 索科罗     | 林肯近地小行星研究小组         |
| 小行星71133 | 1999 XQ177 | 1999年12月10日 | 索科罗     | 林肯近地小行星研究小组         |
| 小行星71134 | 1999 XR177 | 1999年12月10日 | 索科罗     | 林肯近地小行星研究小组         |
| 小行星71135 | 1999 XM178 | 1999年12月10日 | 索科罗     | 林肯近地小行星研究小组         |
| 小行星71136 | 1999 XV178 | 1999年12月10日 | 索科罗     | 林肯近地小行星研究小组         |
| 小行星71137 | 1999 XQ179 | 1999年12月10日 | 索科罗     | 林肯近地小行星研究小组         |
| 小行星71138 | 1999 XY179 | 1999年12月10日 | 索科罗     | 林肯近地小行星研究小组         |
| 小行星71139 | 1999 XB180 | 1999年12月10日 | 索科罗     | 林肯近地小行星研究小组         |
| 小行星71140 | 1999 XK180 | 1999年12月10日 | 索科罗     | 林肯近地小行星研究小组         |
| 小行星71141 | 1999 XX180 | 1999年12月12日 | 索科罗     | 林肯近地小行星研究小组         |
| 小行星71142 | 1999 XP181 | 1999年12月12日 | 索科罗     | 林肯近地小行星研究小组         |
| 小行星71143 | 1999 XR181 | 1999年12月12日 | 索科罗     | 林肯近地小行星研究小组         |
| 小行星71144 | 1999 XW182 | 1999年12月12日 | 索科罗     | 林肯近地小行星研究小组         |
| 小行星71145 | 1999 XA183 | 1999年12月12日 | 索科罗     | 林肯近地小行星研究小组         |
| 小行星71146 | 1999 XQ183 | 1999年12月12日 | 索科罗     | 林肯近地小行星研究小组         |
| 小行星71147 | 1999 XZ183 | 1999年12月12日 | 索科罗     | 林肯近地小行星研究小组         |
| 小行星71148 | 1999 XV184 | 1999年12月12日 | 索科罗     | 林肯近地小行星研究小组         |
| 小行星71149 | 1999 XE186 | 1999年12月12日 | 索科罗     | 林肯近地小行星研究小组         |
| 小行星71150 | 1999 XW186 | 1999年12月12日 | 索科罗     | 林肯近地小行星研究小组         |
| 小行星71151 | 1999 XZ188 | 1999年12月12日 | 索科罗     | 林肯近地小行星研究小组         |
| 小行星71152 | 1999 XM189 | 1999年12月12日 | 索科罗     | 林肯近地小行星研究小组         |
| 小行星71153 | 1999 XR190 | 1999年12月12日 | 索科罗     | 林肯近地小行星研究小组         |
| 小行星71154 | 1999 XJ192 | 1999年12月12日 | 索科罗     | 林肯近地小行星研究小组         |
| 小行星71155 | 1999 XP193 | 1999年12月12日 | 索科罗     | 林肯近地小行星研究小组         |
| 小行星71156 | 1999 XA194 | 1999年12月12日 | 索科罗     | 林肯近地小行星研究小组         |
| 小行星71157 | 1999 XD194 | 1999年12月12日 | 索科罗     | 林肯近地小行星研究小组         |
| 小行星71158 | 1999 XQ194 | 1999年12月12日 | 索科罗     | 林肯近地小行星研究小组         |
| 小行星71159 | 1999 XK195 | 1999年12月12日 | 索科罗     | 林肯近地小行星研究小组         |
| 小行星71160 | 1999 XS195 | 1999年12月12日 | 索科罗     | 林肯近地小行星研究小组         |
| 小行星71161 | 1999 XX195 | 1999年12月12日 | 索科罗     | 林肯近地小行星研究小组         |
| 小行星71162 | 1999 XX197 | 1999年12月12日 | 索科罗     | 林肯近地小行星研究小组         |
| 小行星71163 | 1999 XU199 | 1999年12月12日 | 索科罗     | 林肯近地小行星研究小组         |
| 小行星71164 | 1999 XF202 | 1999年12月12日 | 索科罗     | 林肯近地小行星研究小组         |
| 小行星71165 | 1999 XJ202 | 1999年12月12日 | 索科罗     | 林肯近地小行星研究小组         |
| 小行星71166 | 1999 XL203 | 1999年12月12日 | 索科罗     | 林肯近地小行星研究小组         |
| 小行星71167 | 1999 XZ203 | 1999年12月12日 | 索科罗     | 林肯近地小行星研究小组         |
| 小行星71168 | 1999 XQ204 | 1999年12月12日 | 索科罗     | 林肯近地小行星研究小组         |
| 小行星71169 | 1999 XV204 | 1999年12月12日 | 索科罗     | 林肯近地小行星研究小组         |
| 小行星71170 | 1999 XE206 | 1999年12月12日 | 索科罗     | 林肯近地小行星研究小组         |
| 小行星71171 | 1999 XG206 | 1999年12月12日 | 索科罗     | 林肯近地小行星研究小组         |
| 小行星71172 | 1999 XK206 | 1999年12月12日 | 索科罗     | 林肯近地小行星研究小组         |
| 小行星71173 | 1999 XA209 | 1999年12月13日 | 索科罗     | 林肯近地小行星研究小组         |
| 小行星71174 | 1999 XO210 | 1999年12月13日 | 索科罗     | 林肯近地小行星研究小组         |
| 小行星71175 | 1999 XS212 | 1999年12月14日 | 索科罗     | 林肯近地小行星研究小组         |
| 小行星71176 | 1999 XT212 | 1999年12月14日 | 索科罗     | 林肯近地小行星研究小组         |
| 小行星71177 | 1999 XA213 | 1999年12月14日 | 索科罗     | 林肯近地小行星研究小组         |
| 小行星71178 | 1999 XB213 | 1999年12月14日 | 索科罗     | 林肯近地小行星研究小组         |
| 小行星71179 | 1999 XM213 | 1999年12月14日 | 索科罗     | 林肯近地小行星研究小组         |
| 小行星71180 | 1999 XG214 | 1999年12月14日 | 索科罗     | 林肯近地小行星研究小组         |
| 小行星71181 | 1999 XA215 | 1999年12月14日 | 索科罗     | 林肯近地小行星研究小组         |
| 小行星71182 | 1999 XB215 | 1999年12月14日 | 索科罗     | 林肯近地小行星研究小组         |
| 小行星71183 | 1999 XO215 | 1999年12月14日 | 索科罗     | 林肯近地小行星研究小组         |
| 小行星71184 | 1999 XJ217 | 1999年12月13日 | 基特峰     | 太空监视                       |
| 小行星71185 | 1999 XS220 | 1999年12月14日 | 索科罗     | 林肯近地小行星研究小组         |
| 小行星71186 | 1999 XX222 | 1999年12月15日 | 索科罗     | 林肯近地小行星研究小组         |
| 小行星71187 | 1999 XG224 | 1999年12月13日 | 基特峰     | 太空监视                       |
| 小行星71188 | 1999 XH224 | 1999年12月13日 | 基特峰     | 太空监视                       |
| 小行星71189 | 1999 XL229 | 1999年12月7日  | 卡特林那   | 卡特林那巡天系统               |
| 小行星71190 | 1999 XO229 | 1999年12月7日  | 卡特林那   | 卡特林那巡天系统               |
| 小行星71191 | 1999 XX229 | 1999年12月7日  | 卡特林那   | 卡特林那巡天系统               |
| 小行星71192 | 1999 XC230 | 1999年12月7日  | 卡特林那   | 卡特林那巡天系统               |
| 小行星71193 | 1999 XG231 | 1999年12月7日  | 卡特林那   | 卡特林那巡天系统               |
| 小行星71194 | 1999 XH231 | 1999年12月7日  | 卡特林那   | 卡特林那巡天系统               |
| 小行星71195 | 1999 XO231 | 1999年12月8日  | 卡特林那   | 卡特林那巡天系统               |
| 小行星71196 | 1999 XP233 | 1999年12月4日  | 可可尼诺县 | 洛厄尔天文台近地小行星搜寻计划 |
| 小行星71197 | 1999 XE234 | 1999年12月4日  | 可可尼诺县 | 洛厄尔天文台近地小行星搜寻计划 |
| 小行星71198 | 1999 XX234 | 1999年12月3日  | 可可尼诺县 | 洛厄尔天文台近地小行星搜寻计划 |
| 小行星71199 | 1999 XM236 | 1999年12月5日  | 可可尼诺县 | 洛厄尔天文台近地小行星搜寻计划 |
| 小行星71200 | 1999 XT236 | 1999年12月5日  | 卡特林那   | 卡特林那巡天系统               |

| 上一頁： 71001-71100 | 小行星列表 71101-71200 | 下一頁： 71201-71300 |